# Eachalahalli, Hassan
Eachalahalli là một làng thuộc tehsil Hassan, huyện Hassan, bang Karnataka, Ấn Độ.